# ألتون هاردي هوارد
ألتون هاردي هوارد (بالإنجليزية: Alton Hardy Howard)‏ هو كاتب أغاني وشخصية أعمال أمريكي، ولد في 28 مارس 1925، وتوفي في 29 أكتوبر 2006.